# كارل زايس يينا
نادي كارل زايس يينا لكرة القدم (بالألمانية: Fußballclub Carl Zeiss Jena) هو نادي كرة قدم ألماني، تأسس في 13 مايو 1903، ويقع مقره في مدينة ينا. يلعب الآن في الدوري المحلي الشمالي. حل وصيفاً في كأس الكؤوس الأوروبية في عام 1981.